# Morpho portis portis
Morpho portis portis es la subespecies típica, y una de las dos que integran la especie M. portis, un lepidóptero ditrisio nimfálido del género Morpho. Habita en regiones selváticas del este de Sudamérica.

## Taxonomía y características
Este taxón fue descrito originalmente en el año 1821 por el entomólogo alemán Jakob Hübner. 
Morpho portis portis mide hasta 120 mm. Dorsalmente es mayormente es azul-celeste brillante, con margen negro en banda o manchas y en este una mancha blanca en la parte central del margen anterior y puntos difusos del mismo color en el sector exterior. Ventralmente bajo un fondo marmolado marrón-castaño, muestra hileras de ocelos, líneas y marcas de un patrón críptido.

## Distribución geográfica
Morpho portis portis se distribuye en selvas del centro-este de Sudamérica, siendo endémica del este del Brasil, donde habita en los estados de: Minas Gerais, Espírito Santo, São Paulo y Río de Janeiro.

## Costumbres
Morpho portis portis es una mariposa grande, llamativa, de vuelo poderoso, lento, ondulante, a baja o media altura, con habituales planeos y bruscos aleteos, generalmente recorriendo senderos en sectores umbríos y húmedos de las selvas donde habita, no lejos de cañaverales. Se posa sobre frutos fermentados que caen al piso, o sobre excrementos. Al ser asustada se aleja de la amenaza hacia sectores densos volando rápida y erráticamente para desorientar a la fuente de peligro, aumentando la celada posándose de repente para quedar totalmente quieta y con las alas cerradas, confiando en su mimetismo alar ventral.
Las larvas u orugas de Morpho portis portis se alimentan de las hojas de bambúes, por ejemplo de los géneros Bambusa y  Chusquea.